# Absolutely Summer
《Absolutely Summer》는 음악 그룹 노브레인의 5.5집 음반이다.

## 수록곡
1. 비오는 밤의 홍대
2. 아름다운 여인
3. 팡!팡!팡!
4. 춤추는 부시맨
5. 건배
6. 나의 락큰롤